# Jovan Cvijić
Jovan Cvijić (serbiska: Јован Цвијић), född 11 oktober (gamla stilen: 29 september) 1865 i Loznica, död 16 januari 1927, var en serbisk geograf och geolog.
Cvijić studerade vid universiteten i Belgrad och Wien och blev 1893 professor vid Belgrads universitet. Han företog i geologiskt syfte studieresor i Balkan, Österrike-Ungern, Italien och Mindre Asien och ägnade sig särskilt åt karstbildningen och glacialgeologin. Bland hans verk kan särskilt nämnas Das Karstphänomen (1893), en geologisk karta över Makedonien och Gammalserbien (1903) samt La péninsule balcanique (1918).